# جورج د. ناي
جورج د. ناي (بالإنجليزية: George D. Nye)‏ هو قاضي ومحامي وسياسي أمريكي، ولد في 6 أغسطس 1898 بويفرلي في الولايات المتحدة، وتوفي في 27 يناير 1969 في نفس البلد. حزبياً، نشط في الحزب الديمقراطي.